# سفرنامه شیراز
سفرنامه شیراز فیلمی به کارگردانی  و نویسندگی کیومرث پوراحمد محصول سال ۱۳۷۱ است.
فیلمبرداری این فیلم به تمامی در شیراز انجام شده است.

## بازیگران
- مهدی باقربیگی
- جهانبخش سلطانی
- پروین‌دخت یزدانیان
- امیر حکیمی
- عباس منتجم شیرازی